# Maximilian Entrup
Maximilian Entrup (Vienna, 25 luglio 1997) è un calciatore austriaco, attaccante del LASK e della nazionale austriaca.

## Carriera

### Club
Entrup è cresciuto nei settori giovanili di First Vienna, Rapid Vienna e Floridsdorfer. Nell'ottobre del 2015 è stato promosso in prima squadra ed il 6 novembre ha debuttato in Erste Liga nell'incontro perso 5-1 contro il Liefering. Ha segnato il suo primo gol nel marzo del 2016, contro l'Austria Lustenau.
Al termine della stagione è stato acquistato dal Rapid Vienna con cui ha aveva già militato nelle giovanili fra il 2009 ed il 2012. Ha debuttato in Bundesliga il 31 luglio giocando i minuti finali della trasferta persa 1-0 contro l'Altach. Nel gennaio del 2017 è stato prestato al St. Pölten per una stagione e mezza, dove ha tuttavia trovato spazio principalmente con la squadra riserve.
Rimasto svincolato, nel settembre del 2018 è sceso in seconda divisione firmando con il Lafnitz. Dopo una stagione e mezza è sceso ulteriormente di categoria passando al Flyeralarm Traiskirchen in Regionalliga Ost. Dopo aver realizzato 8 reti in 13 partite nella prima parte della stagione 2021-2022 è passato al Marchfeld Donauauen con cui ha mantenuto un rendimento simile con 10 reti in altrettanti incontri. La stagione successiva è risultata essere la più prolifica in carriera con 22 gol in 28 incontri fra campionato e coppa nazionale.
L'8 giugno 2023 ha compiuto un doppio salto di categoria firmando con l'Hartberg e tornando così a giocare in Bundesliga a cinque anni di distanza dall'ultima presenza. Il 29 luglio ha debuttato con il nuovo club trovando subito la via del gol nell'incontro pareggiato 2-2 contro l'Austria Lustenau.

### Nazionale
Il 7 novembre 2023 ha ricevuto la prima convocazione da parte della nazionale austriaca. Ha debuttato il 21 novembre giocando i minuti finali dell'amichevole vinta 2-0 contro la Germania. Segna il primo gol con l'Austria nell'amichevole vinta per 6-1 contro la Turchia.

## Statistiche

### Presenze e reti nei club
Statistiche aggiornate al 12 marzo 2024.
| Stagione        | Squadra                 | Campionato      | Campionato | Campionato | Coppe nazionali | Coppe nazionali | Coppe nazionali | Coppe continentali | Coppe continentali | Coppe continentali | Altre coppe | Altre coppe | Altre coppe | Totale | Totale | Totale |
| Stagione        | Squadra                 | Comp            | Pres       | Reti       | Comp            | Pres            | Reti            | Comp               | Pres               | Reti               | Comp        | Pres        | Reti        | Pres   | Reti   |        |
| --------------- | ----------------------- | --------------- | ---------- | ---------- | --------------- | --------------- | --------------- | ------------------ | ------------------ | ------------------ | ----------- | ----------- | ----------- | ------ | ------ | ------ |
| 2015-2016       | Floridsdorfer           | 1L              | 18         | 3          | CA              | 0               | 0               |                    | -                  | -                  |             | -           | -           | 18     | 3      |        |
| 2016-gen. 2017  | Rapid Vienna II         | RL              | 2          | 0          |                 | -               | -               |                    | -                  | -                  |             | -           | -           | 2      | 0      |        |
| 2016-gen. 2017  | Rapid Vienna            | BL              | 2          | 0          | CA              | 0               | 0               | UEL                | 1                  | 0                  |             | -           | -           | 3      | 0      |        |
| 2017-2018       | St. Pölten II           | RL              | 15         | 9          |                 | -               | -               |                    | -                  | -                  |             | -           | -           | 15     | 9      |        |
| 2017-2018       | St. Pölten              | BL              | 6+1        | 0          | CA              | 0               | 0               |                    | -                  | -                  |             | -           | -           | 6+1    | 0      |        |
| 2018-2019       | Lafnitz                 | 2L              | 21         | 4          | CA              | 0               | 0               |                    | -                  | -                  |             | -           | -           | 21     | 4      |        |
| 2019-2020       | Lafnitz                 | 2L              | 8          | 1          | CA              | 1               | 0               |                    | -                  | -                  |             | -           | -           | 9      | 1      |        |
| 2019-2020       | Flyeralarm Traiskirchen | RL              | 2          | 0          | CA              | 0               | 0               |                    | -                  | -                  |             | -           | -           | 2      | 0      |        |
| 2020-gen. 2021  | Flyeralarm Traiskirchen | RL              | 13         | 8          | CA              | 1               | 0               |                    | -                  | -                  |             | -           | -           | 14     | 8      |        |
| gen.-giu. 2022  | Marchfeld Donauauen     | RL              | 10         | 10         | CA              | 0               | 0               |                    | -                  | -                  |             | -           | -           | 10     | 10     |        |
| 2022-2023       | Marchfeld Donauauen     | RL              | 27         | 21         | CA              | 1               | 1               |                    | -                  | -                  |             | -           | -           | 28     | 22     |        |
| 2023-2024       | Hartberg                | BL              | 16         | 9          | CA              | 2               | 3               |                    | -                  | -                  |             | -           | -           | 18     | 12     |        |
| Totale carriera | Totale carriera         | Totale carriera | 141        | 65         |                 | 5               | 4               |                    | 1                  | 0                  |             | -           | -           | 147    | 69     |        |

### Cronologia presenze e reti in nazionale
| Cronologia completa delle presenze e delle reti in nazionale ― Austria | Cronologia completa delle presenze e delle reti in nazionale ― Austria | Cronologia completa delle presenze e delle reti in nazionale ― Austria | Cronologia completa delle presenze e delle reti in nazionale ― Austria | Cronologia completa delle presenze e delle reti in nazionale ― Austria | Cronologia completa delle presenze e delle reti in nazionale ― Austria | Cronologia completa delle presenze e delle reti in nazionale ― Austria | Cronologia completa delle presenze e delle reti in nazionale ― Austria |
| Data                                                                   | Città                                                                  | In casa                                                                | Risultato                                                              | Ospiti                                                                 | Competizione                                                           | Reti                                                                   | Note                                                                   |
| ---------------------------------------------------------------------- | ---------------------------------------------------------------------- | ---------------------------------------------------------------------- | ---------------------------------------------------------------------- | ---------------------------------------------------------------------- | ---------------------------------------------------------------------- | ---------------------------------------------------------------------- | ---------------------------------------------------------------------- |
| 21-11-2023                                                             | Vienna                                                                 | Austria                                                                | 2 – 0                                                                  | Germania                                                               | Amichevole                                                             | -                                                                      | 89’                                                                    |
| 26-3-2024                                                              | Vienna                                                                 | Austria                                                                | 6 – 1                                                                  | Turchia                                                                | Amichevole                                                             | 1                                                                      | 82’                                                                    |
| 4-6-2024                                                               | Vienna                                                                 | Austria                                                                | 2 – 1                                                                  | Serbia                                                                 | Amichevole                                                             | -                                                                      | 78’                                                                    |
| Totale                                                                 |                                                                        | Presenze                                                               | 3                                                                      |                                                                        | Reti                                                                   | 1                                                                      |                                                                        |